# 新京成鉄道模型館

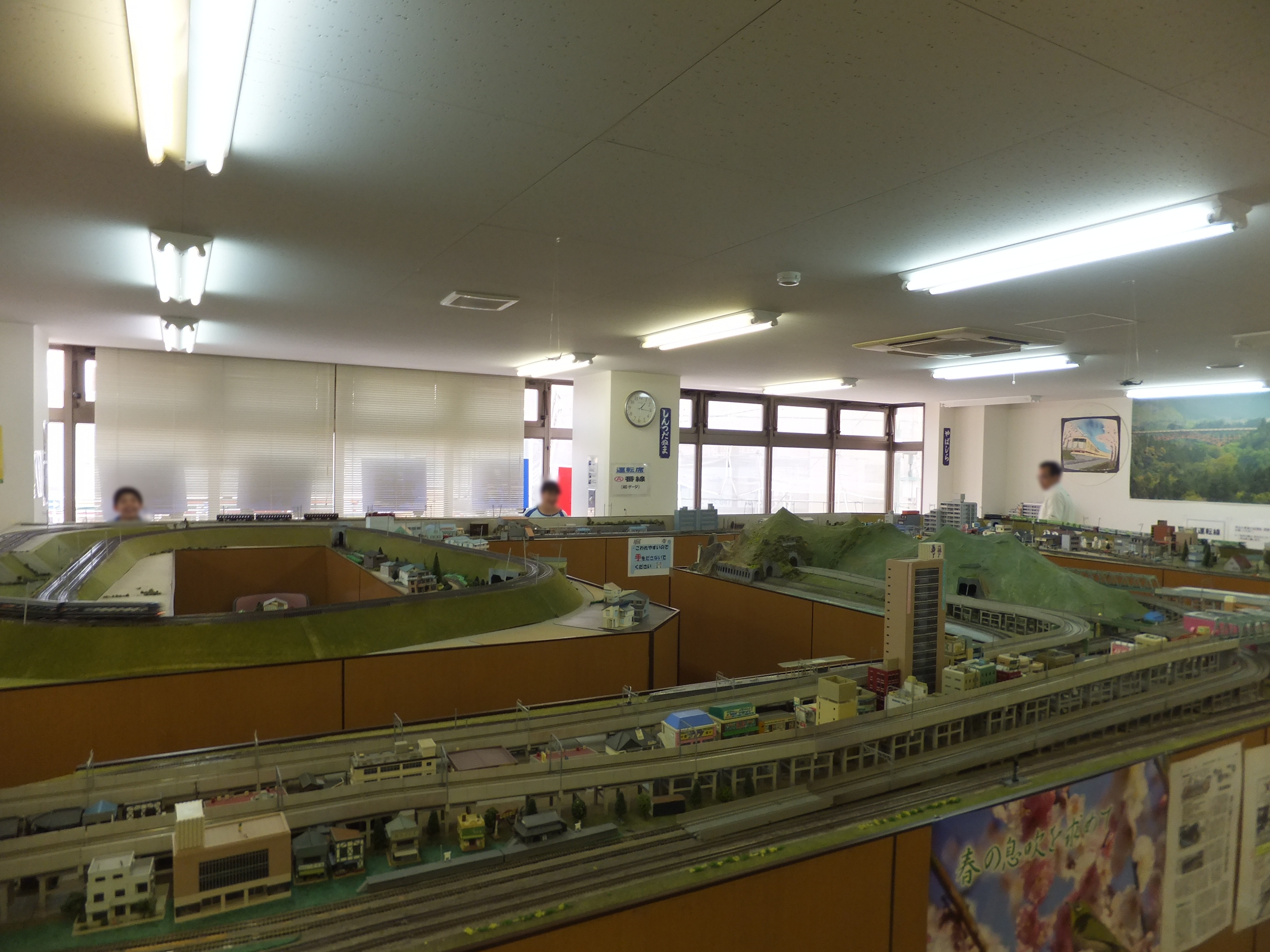
閉館直前の新京成鉄道模型館（2012年4月2日）

新京成鉄道模型館（しんけいせいてつどうもけいかん）は、千葉県松戸市の新京成電鉄新京成線（後の京成松戸線）上本郷駅の駅ビル内にあった博物館型体験施設。新京成電鉄の子会社である新京成フロンティア企画（現・京成フロンティア企画）が運営していた。2003年（平成15年）4月15日にオープン、2012年（平成24年）4月8日をもって閉館した。キャッチコピーは「ドキドキワクワクが目をさます」。
約9年間での総来場者数は、約29万7000人。

## 概要
この施設は無料で入場できた。NゲージとHOゲージの鉄道模型運転場（レンタルレイアウト）があったほか、新京成電鉄の社史コーナーなどが設けられていた。毎週水曜日が定休日であるが、事前予約に限り貸切可能であった。また、待ち時間解消のための予約も受け付けていた。

## コース
- Nゲージ/6路線（JRコース、私鉄コース、新幹線コースが各2路線）
  - 800形電車で使用されていた運転台で運転できるコーナーもあった。
- HOゲージ/2路線

その他、運転者には運転士の制帽を被って記念撮影できる特典などがあった。

## 鉄道模型運転料金

### 車両持込
HOゲージ
（30分）350円
Nゲージ
（30分）300円

### 車両貸出
HOゲージ
（10分）250円
Nゲージ
（10分）200円

## その他
- 開館時間/10:00-17:30
- 休館日/毎週水曜日（事前予約により貸切可能）
- 交通手段/新京成線上本郷駅（駅ビル2F）
- 住所/千葉県松戸市上本郷2672-9 新京成上本郷駅ビル2F